# Mirek Topolánek

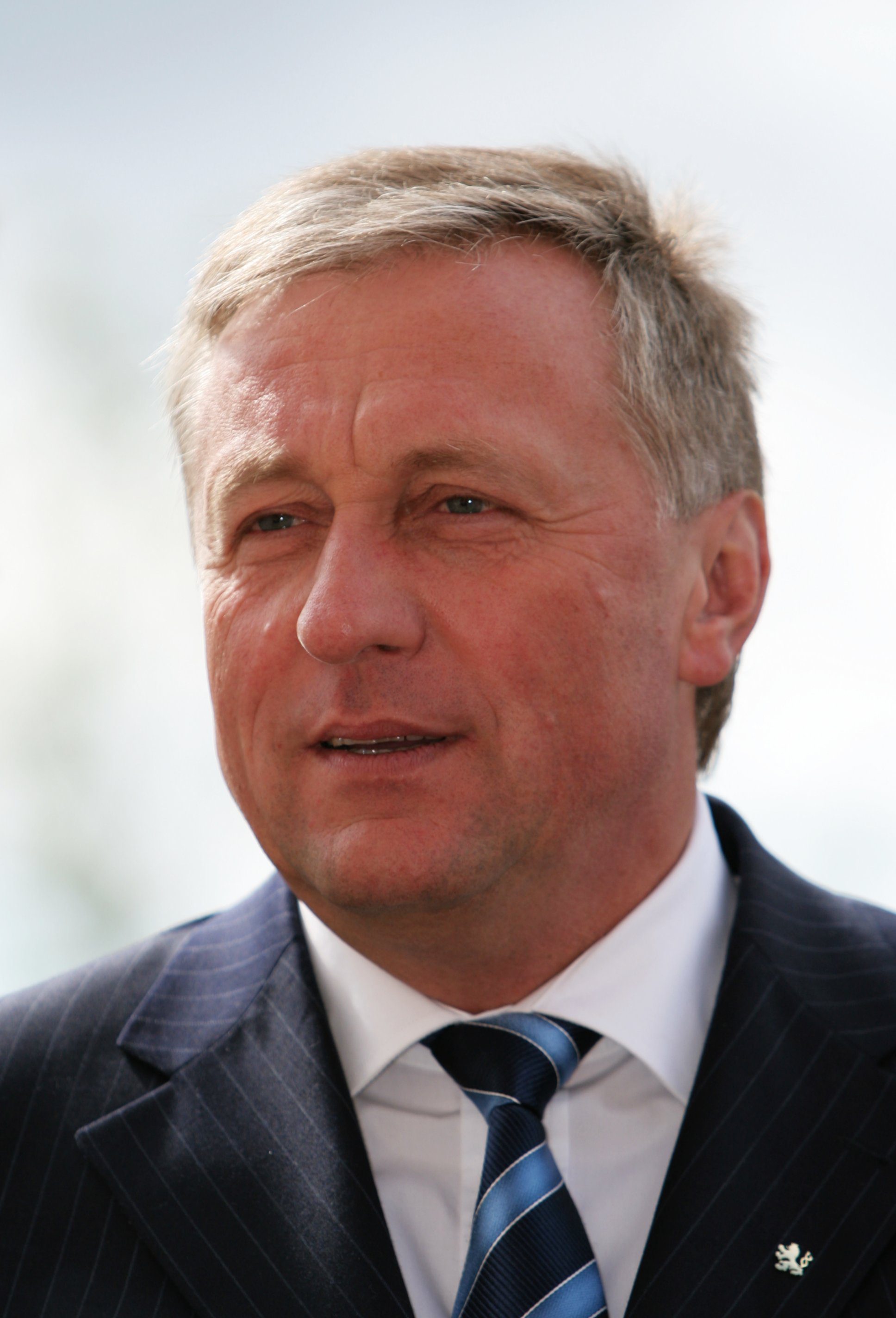
Mirek Topolánek (2007)

Mirek Topolánek [ˈmɪrɛk ˈtɔpɔlaːnɛk] (* 15. Mai 1956 in Vsetín) ist ein tschechischer Politiker (ODS). Er war von September 2006 bis Mai 2009 Ministerpräsident seines Landes. Als Ministerpräsident war er während der tschechischen Ratspräsidentschaft in den ersten Monaten des Jahres 2009 bis zu seiner Ablösung durch Jan Fischer zugleich Vorsitzender des Europäischen Rates.

## Leben

### Ausbildung und Beruf
Topolánek studierte Maschinenbau an der Technischen Universität Brünn. Nach seinem Abschluss Ende der 70er arbeitete er mehrere Jahre als Planungs- und Projektingenieur beim tschechischen Kohleproduzenten OKD in Ostrau sowie bei Energoprojekt ebenda. 1991 gründete er die Firma VAE, die auf dem Energiesektor tätig ist.

### Politik
Seit 1989 ist Topolánek politisch engagiert, zunächst auf lokaler Ebene, ab 1996 als Abgeordneter des tschechischen Senats. 2002 wurde er stellvertretender Senatspräsident und Nachfolger von Václav Klaus als Vorsitzender der ODS.
Bei den Parlamentswahlen im Juli 2006 erhielt diese die meisten Stimmen und war im neuen Parlament mit 81 Abgeordneten von 200 vertreten. Zusammen mit den avisierten Koalitionspartnern (Christdemokraten und Grüne) erreichte sie genau 100 Sitze, genauso viele wie die linkeren politischen Parteien im Parlament hatten, die aus den Sozialdemokraten der ČSSD unter Führung des bisherigen Ministerpräsidenten Jiří Paroubek und den Kommunisten der KSČ bestanden. Im Parlament bestand daher ein politisches Patt.
Topolánek spekulierte daher auf die Bildung einer Minderheitsregierung, die von den Sozialdemokraten mittels eines Oppositionsvertrages gestützt werden sollte. Es gelang Topolánek nicht, die Sozialdemokraten zu einer Tolerierung dieser Regierung zu bewegen. Im September 2006 bildete er zwar eine derartige Regierung, der 10 Mitglieder der ODS und 6 Parteilose angehörten. Diese Regierung Mirek Topolánek I fand mit nur 96:99 Stimmen wegen der Ablehnung durch die Sozialdemokraten nicht die notwendige Zustimmung der Parlamentes. Topolánek musste dem Staatspräsidenten gemäß den verfassungsmäßigen Vorgaben seinen Rücktritt anbieten, blieb aber mit seiner Regierung kommissarisch im Amt. Nachdem zwei sozialdemokratische Abgeordnete (Miloš Melčák und Michal Pohanka) zwischenzeitlich die Fraktion verlassen hatten und angekündigt hatten, einer mehrheitsfähigen Regierungsbildung Topoláneks nicht im Wege stehen zu wollen, bildete Topolánek letztlich doch das ursprünglich avisierte Kabinett Topolánek II aus ODS, Christdemokraten und Grünen. Staatspräsident Klaus erklärte zwar seine Vorbehalte gegen eine derartige, auf Überläufer angewiesene Regierung, ernannte am 9. Januar 2007 dennoch die Minister. Die Regierung erhielt am 19. Januar 2007 vom Parlament das Vertrauen (100:97 Stimmen – eine Enthaltung), weil die Überläufer während der Abstimmung den Saal verlassen hatten. Nachdem aber im Laufe der Legislaturperiode einzelne Abgeordnete die eigene Fraktion verlassen hatten und die Fraktion der Grünen sich gespalten hatte, konnte sich Topolánek spätestens seit Ende 2008 nicht mehr auf eine sichere Mehrheit im Parlament stützen.
Eine herbe Niederlage seiner Partei bei den Wahlen zum Senat und zu den Parlamenten der Regionen im Oktober 2008 schwächten seine Position weiter. Am 7. Dezember 2008 konnte sich Topolánek zwar in einer Kampfabstimmung um den Parteivorsitz der ODS gegen Pavel Bém durchsetzen, der wie Präsident Václav Klaus den europaskeptischen Parteiflügel repräsentiert. Am 24. März 2009 – während der EU-Ratspräsidentschaft Tschechiens – verlor Topolánek jedoch eine von den Sozialdemokraten initiierte Vertrauensabstimmung im Parlament und reichte am 26. März seinen Rücktritt ein. Bis zur Ernennung der Regierung Jan Fischer am 8. Mai 2009 blieb er wiederum kommissarisch im Amt.
Nachdem die Abhaltung vorgezogener Neuwahlen im Oktober 2009 an rechtlichen Bedenken einiger Abgeordneter gegen eine für die Neuwahl notwendige Verfassungsänderung gescheitert war, legte Topolánek am 15. September 2009 sein Abgeordnetenmandat nieder. Nach abwertenden Äußerungen über Juden, Homosexuelle und die Kirchen verzichtete Topolánek, auf Druck der ODS-Führung, Ende März 2010 auf seine Spitzenkandidatur für die regulären Abgeordnetenhauswahlen 2010 und trat im April 2010 als Vorsitzender der Partei zurück. Neuer Spitzenkandidat und Parteivorsitzender wurde Petr Nečas.
Topolánek stieg daraufhin aus der Politik aus und widmet sich seitdem Managementtätigkeiten im Energiebereich. Im April 2015 wurde bekannt, dass Topolánek nicht mehr der ODS angehört, da er längere Zeit sich nicht um die Entrichtung des Parteibeitrages gekümmert hatte.
Topolánek trat bei der Präsidentschaftswahl 2018 an und erreichte in der ersten Runde mit 4,30 % den sechsten Platz.

### Privates
Topolánek ist seit Juni 2010 in zweiter Ehe mit Lucie Talmanová, seiner Parteikollegin bei ODS, verheiratet. Mit seiner ersten Frau Pavla hat er zwei Töchter und einen Sohn sowie eine Enkeltochter; das Paar ließ sich nach jahrelanger Trennung 2010 scheiden. Kurz nach den Wahlen 2006 wurde sein Verhältnis mit Lucie Talmanová bekannt, damals eine der Vizevorsitzenden des Abgeordnetenhauses, die ihm 2007 einen damals noch unehelichen Sohn gebar. Das Verhältnis mit Talmanová führte dazu, dass Pavla Topolánková gegen ihren Mann als Kandidatin der Splitterpartei „Politika 21“ bei den Senatswahlen 2006 antrat und in ihrem Wahlkreis mit mehr als 10 % der Stimmen einen Achtungserfolg erzielen konnte.
Topolánek schadete auch kaum die Veröffentlichung von Nacktfotos nach seiner Teilnahme an einer feudalen Party des italienischen Ministerpräsidenten Silvio Berlusconi kurz vor der Europawahl 2009.
Topolánek beherrscht Englisch und versteht Deutsch, Russisch und Polnisch.